# Sulislavci
Sulislavci (neboli Sulislavici) byl šlechtický rod obývající v nejstarších zmínkách hrad Zbiroh (roku 1230).

## Historie
Sulislav (Zvlihlao, purkrabí loketský v letech 1234-1239) s přídomkem ze Zbirova a Trnovan (ale není jisté, zda jde o téhož Sulislava - na listině z roku 1238 je uveden Sulizlaus castellanus de Loket ale i Sulizlaus et Hren filij Sulizlai de Tirnouan) a jeho bratr (syn?) Chřen ze Zbirova (jeho potomci také z Pnětluk). Tato křestní jména jsou pak typická pro tento rod. Vyskytují se dále roku 1237 jako Zulizlaus filius Zvvezt, Zulislaus de Elkan a Chren de Chrezzin. Sulislav z Trnovan měl manželku Zdislavu a syny Bohuslava (příjmím Buškovic, sám se usadil v Šanově), Oldřicha, Záviše a Sulislava (zmínka o obci Cerhovice roku 1275 ve věci rozdělení dědictví mezi syny). Chřen pak syna Přibislava (Pribislaus filius Hrenonis zmíněn roku 1268). Sulislav z Pnětluk, syn Zvěsta z Pnětluk (zmínka roku 1172) a Bohuslavy (roku 1253 pozůstalá, Černuc), měl potomky Hroznatu, Sulislava, a Milotu z Pnětluk (koupil hrad Vízmburk, zmínka roku 1312).

## Erb
Jako erb používali půlený štít - půl černé orlice (vlevo či vpravo štítu) ve zlatém, tři půlbřevna (na pokos či pošikem) v barvě černé a zlaté (žluté), loďka na helmici zvenčí zlatá, uvnitř černá, lupeny a přikryvadla v barvě.

## Příbuzenstvo
Podle erbu budou se Sulislavci příbuzní páni ze Rtyně, Malikovic, Řebříka, Hluban, Záluží, Buškovic, Soběsuk, Pětipeští a Fremutové z Krásného Dvoru. Částečně pak Kolovratové na Zruči, Zbraslavicích a Chřenovicích. Pobodný erb měl také Hroch ze Sloupnice.
Základ slova Sulislavci se vyskytuje také jako staropolské mužské jméno (Sulisław - domácky Sulek, dále existuje Sulibrat, Sulimir, Sulivoj odvozený od "suliti se") či u obcí (Sulisław, Sulisławice) v Polsku (převážně v Dolním Slezsku, které má ve znaku celou černou orlici ve zlatém - původní znak Piastovců) a obdobně u obcí Chrzanów (město Chrzanów založil bájný Chrzan a mj. roku 1268 byl kastelánem Sulislaw) či Chrzanowice.
Jména jako Hren, Budivoj (nejstarší zmínkou v Kosmově kronice jako Budivoy, filius Hren - možná varianta je i Budywoy filium Hron z pozdější Pulkavovy kroniky) či Zvěst se dříve vyskytují spíše na Moravě a ve Slezsku.